# Wiete Hopperus Buma
Wiardus Willem (Wietwim) Hopperus Buma (Elspeet, 29 juni 1926 – Warnsveld, 18 oktober 2009) was een Nederlands burgemeester.

## Familie
Mr. Wiete (ook Wietwim) Hopperus Buma stamt uit het Friese geslacht Buma. Hij was een zoon van Wiete Hopperus Buma (1902-1961) en diens eerste vrouw Christine (Kik) Kakebeeke (1902-1937), lid van het geslacht Kakebeeke. Hij trouwde in 1955 met Elisabeth Abrahamina Dorothea (Liesbeth) Lahr (1930-2019) en kreeg vier kinderen.

## Loopbaan

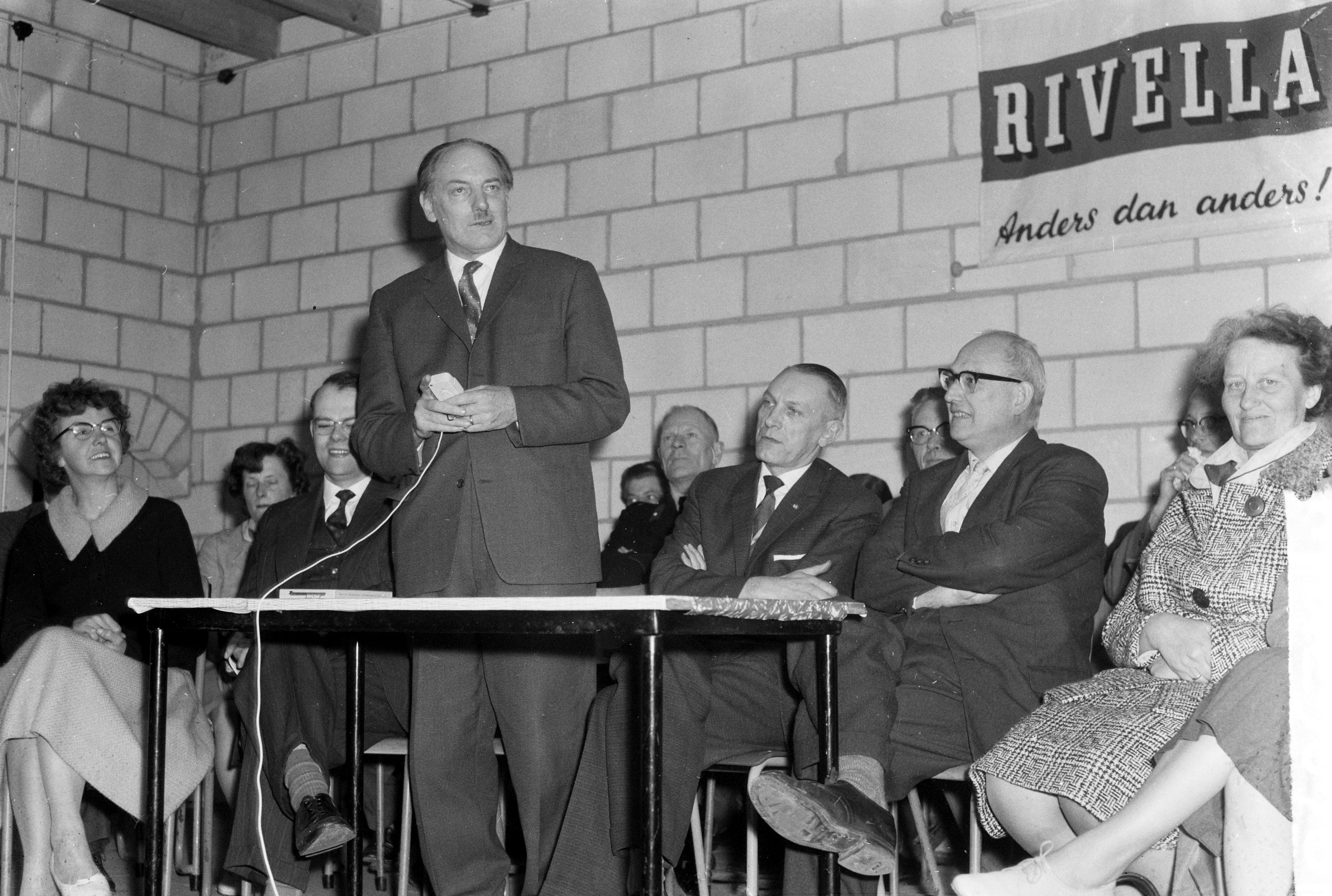
Wiete Hopperus Buma zittend linksachter Van Steenis (1961)

Buma studeerde rechten in Leiden en werd na zijn studie volontair bij burgemeester Bogstra in Bathmen. Later werd hij adjunct-commies in Smallingerland. In 1958 werd hij benoemd tot burgemeester van Dwingeloo en vervolgens in 1973 van Warnsveld. Als burgemeester droeg hij de ambtsketen die zijn overgrootvader Bernhardus Hopperus Buma (1826-1892), burgemeester van Westdongeradeel, had laten maken. De keten werd ook gedragen door zijn grootvader Wiardus Willem Hopperus Buma (1865-1934), burgemeester van Hennaarderadeel.
Hij overleed in Warnsveld en werd begraven op de familiebegraafplaats van de Buma’s in Weidum. Zijn weduwe overleed 19 februari 2019 op 88-jarige leeftijd.